# Cloyes-sur-Marne
Cloyes-sur-Marne település Franciaországban, Marne megyében. Lakosainak száma 124 fő (2022. január 1.). Cloyes-sur-Marne Arzillières-Neuville, Matignicourt-Goncourt, Moncetz-l’Abbaye és Norrois községekkel határos.

## Népesség
A település népességének változása:
| Lakosok száma | 145  | 130  | 132  | 112  | 136  | 137  | 129  | 124  | 122  | 124  |
|               | 1968 | 1982 | 1990 | 2006 | 2013 | 2015 | 2017 | 2019 | 2020 | 2022 |